# Công ước Warszawa

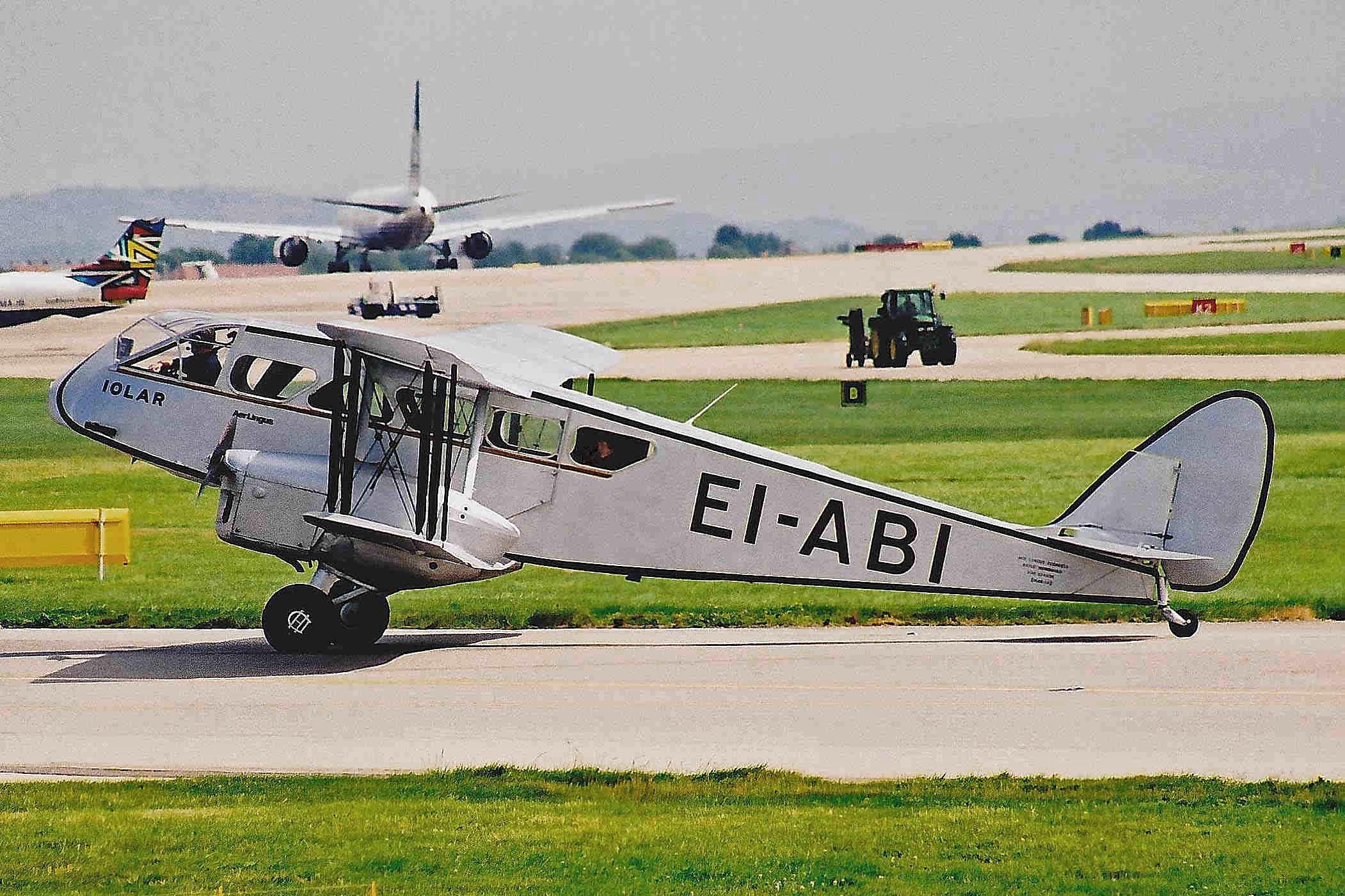
Công ước Warszawa

Công ước Warszawa là công ước quốc tế về trách nhiệm bồi thường trong vận tải quốc tế của hãng hàng không đối với con người, hành lý và hàng hóa.
Được ký tại Warszawa, Ba Lan ngày 12 tháng 10 năm 1929, công ước này được sửa đổi năm 1955 tại Hague, Hà Lan gọi là Nghị định thư Hague 1955 và năm 1975 tại Montréal, Canada gọi là Nghị định thư Montréal 1975. Ba văn bản này là khác nhau về mức giới hạn bồi thường trong đó Công ước Warszawa có mức thấp nhất (Vietnam Airlines vẫn áp dụng mức này). Các quốc gia, các hãng hàng không tự lựa chọn giữa chúng để đưa vào điều kiện chuyên chở, cung cấp dịch vụ hàng không.
Công ước Warszawa quy định như sau:
- người chuyên chở phải phát hành vé hàng khách;
- người chuyên chở phải phát hành phiếu hành lý cho hành lý ký gửi; và
- trách nhiệm bồi thường tối thiểu của người chuyên chở là
  - 16.600 SDR (Quyền rút vốn đặc biệt) đối với thương tổn về người
  - 17 SDR/kg hàng lý ký gửi hoặc hàng hóa
  - 332 SDR đối với hành lý xách tay.

Giới hạn bồi thường này có giá trị trong trường hợp người chuyên chở không đưa ra mức trách nhiệm được chấp nhận (cao hơn). Những thỏa thuận về mức bồi thường thấp hơn là không có giá trị và vô hiệu.
Tại thời điểm ngày 1 tháng 4 năm 2007, tỷ giá quy đổi là:
1 SDR = 1,135 EUR = 1,51 USD
Công ước Montréal 1999 sẽ thay thế hệ thống Công ước Warszawa ngay khi nó được tất cả các nước phê chuẩn. Song, cho đến nay, vẫn còn sự chắp vá của luật lệ hàng không quốc tế bởi các quốc gia ủng hộ các công ước, nghị định thư theo từng nhóm khác nhau và thậm chí có nước không tuân thủ một công ước, nghị định thư nào.